# Montgeroult
Montgeroult is een gemeente in het Franse departement Val-d'Oise (regio Île-de-France) en telt 411 inwoners (1999). De gemeente maakt deel uit van het arrondissement Pontoise. In Montgeroult ligt het station Montgeroult - Courcelles, dat wordt aangedaan door de Transilien J-lijn. Het plaatselijke Château de Montgeroult is een monument historique sinds 1977.

## Geografie
De oppervlakte van Montgeroult bedraagt 5,0 km², de bevolkingsdichtheid is 82,2 inwoners per km².
De onderstaande kaart toont de ligging van Montgeroult met de belangrijkste infrastructuur en aangrenzende gemeenten.

## Demografie
Onderstaande figuur toont het verloop van het inwonertal (bron: INSEE-tellingen).